# Борсаліно

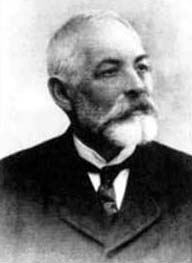
Джузеппе Борсаліно (1834—1900), засновник компанії Борсаліно

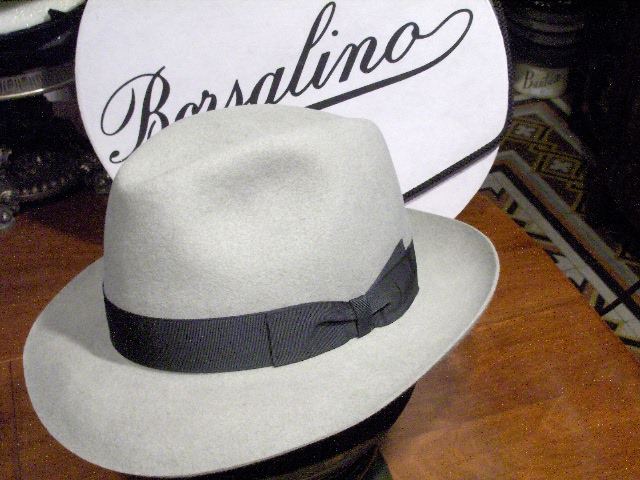
Фетровий капелюх (федо́ра) марки Босаліно

«Борсалі́но» (італ. Borsalino) — найстарша італійська компанія, що спеціалізується на виробі капелюхів класу люкс. Компанія була заснована в 1857 році та базується в місті Алессандрія. Створені засновником компанії Джузеппе Борсаліно моделі фетрових капелюхів, стали іменувати за назвою торгової марки.

## Історія
Джузеппе Борсаліно заснував своє ательє з виробу фетрових капелюхів у місті Алессандрія, Італія, 4 квітня 1857 року. До 1888 року засноване ательє перетворилось на велике виробництво, що виготовляло 2500 високоякісних капелюхів на день.
Відмінна якість продукції та перемоги на відомих виставках зробила продукцію торгової марки «Борсаліно» популярною та відомою по всьому світі. Наприкінці Першої світової війни щорічні обсяги виробництва становили близько 2 000 000 капелюхів. У компанії працювало понад 2 500 осіб, що сприяло економічному розвиткові регіону, де розташовувалось виробництво.
Носіння капелюхів компанії «Борсаліно» багатьма провідними акторами Голлівуду зміцнювала позиції бренду на світових ринках.
З початком занепаду епохи носіння класичних капелюхів у 1950 році обсяги виробництва компанії почали скорочуватись. Продукція «Борсаліно» стала більш культовою річчю, ніж товаром широкого вжитку.
У 1987 році компанія «Борсаліно» була продана останнім нащадком роду Борсаліно. Компанія змінила декілька власників до 18 грудня 2017 року, коли Алессандрійським судом її було визнано банкрутом.

## Відомі люди, що носили Борсаліно
- Аль Капоне
- Ален Делон
- Жан Поль Бельмондо
- Хамфрі Богарт
- Гаррісон Форд